# Gazeta Ludowa (PSL)
Gazeta Ludowa – gazeta codzienna Polskiego Stronnictwa Ludowego, ukazywała się na mocy porozumienia o utworzeniu Tymczasowego Rządu Jedności Narodowej zawartego w Moskwie w czerwcu 1945 pomiędzy reprezentantami KRN, a Stanisławem Mikołajczykiem. Była jedynym niezależnym dziennikiem w powojennej Polsce. Pierwszy numer Gazety pojawił się w sprzedaży 4 listopada 1945 w Warszawie i był w całości poświęcony zmarłemu 31 października 1945 Wincentemu Witosowi. Redaktorem naczelnym był Zygmunt Augustyński, w skład zespołu redakcyjnego wchodzili m.in. Witold Giełżyński, Władysław Bartoszewski. Nakład gazety wynosił 70 tys. egzemplarzy.
Red. Zygmunt Augustyński został aresztowany 16 października 1946, a następnie w pokazowym procesie skazany na 15 lat więzienia. Gazeta została zamknięta w listopadzie 1947, członkowie zespołu redakcyjnego byli poddani represjom politycznym UB (aresztowania, wyroki).